# 岡ほのか
岡 ほのか（おか ほのか、1995年10月17日 - ）は、日本の女優、モデル、タレント。
千葉県出身。アヴィラ所属。

## 略歴・人物
趣味は、ベース、チェロ、バイオリン。特技は、ピアノ、マンガや絵を描くこと。

## 作品

### 映像作品
- Premium Doll（2013年1月23日、メジャースコープ）[1]

## 出演
- この節全体の出典: 公式プロフィール[1]

### WebTV
- 秋葉原・アヴィラ女学園・高等部（2012年7月、あっとおどろく放送局） - レギュラー

### CM
- アマノフーズ にゅうめん（2011年）
- タカラトミー ワンタメ（2007年1月）
- セガ スーパーモンキーボールWii（2006年9月）
- マクドナルド ハッピーセット・ポケモン（2006年12月）
- ユニバーサルスタジオジャパン クリスマス（2005年12月）
- 亀田製菓 オーヴィルポップコーン（2005年10月）
- 三菱電機 ユニ&エコ（2005年）
- ロッテ Coolish（2004年10月）
- ライオン バファリン（2004年7月）

### TV
- ブルドクター（2011年7月、日本テレビ）
- ココリコミラクルタイプ（2011年10月、フジテレビ）
- 音楽寅さん（2009年8月、フジテレビ）
- 行列のできる法律相談所（2009年7月、日本テレビ） - 再現VTR
- おはスタ（2008年1月 - 6月、テレビ東京）
- 金スマ（2007年12月、TBS） - 再現VTR
- おしゃれ工房（2006年11月、NHK）
- 土曜ワイド劇場「タクシードライバーの推理日記」（2006年9月、テレビ朝日）
- 土曜ワイド劇場「悪魔のような女」（2005年、テレビ朝日）
- 魔法戦隊マジレンジャー（2005年9月、テレビ朝日）
- 天才てれびくん（2004年6月、NHK教育）
- ディズニータイム（2004年5月、テレビ東京）

### 映画
- クールディメンション（2006年7月）
- 東京大学物語（2004年12月）

### Web
- 彼は妹の恋人（2011年12月 - 、BeeTV）
- NTTdocomo フォトパネル04 店頭ムービー（2012年3月 - ）
- Wiiの間「Wiiの間TV・はじめてのメイク」（2010年3月）
- Wiiの間「森羅万象地球図鑑」（2009年12月）
- 日本コカ・コーラ サマーキャンペーンポスター（2009年8月）
- 東急不動産VP 二子玉川‘RISE'タワー&レジデンス（2008年8月）
- 光文書院 家庭科教材ポスター（2008年4月）
- ベネッセ チャレンジDM・バナー（2005年8月）
- タカラ ピンキッシュシリーズ雑誌広告（2005年8月）
- 日本道路公団ポスター（2005年5月）
- セシール・カタログ 2005年春号・夏号
- 東急不動産VP 港北CENTER HILL
- 福山雅治コンサート用VP
- 日本宝くじ協会・ポスター
- 日生協・カタログ